# No podrás escapar de mí
No podrás escapar de mí  es el nombre del segundo álbum de estudio grabado por el cantautor colombiano Carlos Vives. Fue lanzado al mercado bajo el sello discográfico CBS Discos en 1987. Aunque el tema del título alcanzó el número 30 en el Billboard Hot Latin Tracks, el álbum tuvo una escasa acogida por parte del público; haciendo de esta una pieza únicamente valorada entre los seguidores de dicho cantante.

## Descripción
Vives produjo el álbum en 1987 junto con el cubano Jorge Luis Piloto; esto le permitió tener reconocimientos musicales como ser nominado a los Premios Lo Nuestro en 1989 como Artista Revelación.
Ese mismo año, en 1988, ganó el premio “Stereo Tempo” en Puerto Rico,  y el premio “Too much” en Miami, Florida, EE. UU., uno de los premios de mayor prestigio en el mundo musical.
El álbum contiene baladas románticas y música pop en castellano. Antes que Vives cantara vallenato.
La mayor parte del disco, el cual estaba escrito y arreglado por Jorge Luis Piloto, contiene canciones como "Tú y yo" escrito por Eros Ramazzotti, Piero Cassano y Adelio Cogliati; “Sin negativo"  de Mario Patino; “Si es que te vas" de Sergio Villar que trata de amor y anhelo, lo que ayudaba a mantener la imagen que Vives debía mantener como protagonista de telenovelas.
Aunque parte de las baladas más suaves, pesadas canciones como Charly García como "Yo no quiero volverme tan loco" con un estilo rockero a lo que Vives y mientras la canción "Quizás porque" termina con un estilo acústico muy suave impulsado por el sonido.
En la parte posterior del álbum dice  esto:

"A todos los seres que amaron este proyecto. Algunos en escritorios de papeles, cigarrillos y café. Otros piloteando hábilmente la nave en su cabina de cristal y bluejeans. A todos nosotros los seres de la tierra donde estamos: Santa Marta, Bogotá, San Juan, Miami,... en este disco es nuestro. A mi amiga Nuyorquina Liesa "Little Eva" Dileo de Oncean a Central Park llevando al top la banana. A los actores, a los músicos, a mis amigos de la infancia y a toda mi familia, que mi voz les llegue como un beso en la boca del alma. A Lucía, la mujer que nunca conocí y para ti la mujer de las dos flores."

Carlos Vives

## Lista de canciones
| No podrás escapar de mí |                                  |                                                   |          |  |
| N.º                     | Título                           | Escritor(es)                                      | Duración |  |
| 1.                      | «No podrás escapar de mí»        | Jorge Luis Piloto                                 | 3:59     |  |
| 2.                      | «Sin negativo»                   | Mario Patiño                                      | 4:20     |  |
| 3.                      | «Yo no quiero volverme tan loco» | Charly García                                     | 4:21     |  |
| 4.                      | «Si es que te vas»               | Sergio Villar                                     | 4:26     |  |
| 5.                      | «Tú y yo»                        | Eros Ramazzotti · Piero Cassano · Adelio Cogliati | 4:20     |  |
| 6.                      | «Más que tú, no hay nadie»       | Jorge Luis Piloto                                 | 3:38     |  |
| 7.                      | «Quédate aquí»                   | Jorge Luis Piloto                                 | 4:04     |  |
| 8.                      | «Amigo»                          | Jorge Luis Piloto                                 | 4:01     |  |
| 9.                      | «Quizás porque»                  | Charly García                                     | 2:47     |  |

## Créditos del álbum
| Créditos de rendimiento - Carlos Vives - Voz | Créditos técnicos - Rudy Martínez - Arreglos, Dirección y Producción - Ricardo "Eddy" Martínez - Arreglos, Dirección y Producción - Manuel Tejeda - Arreglos y Dirección - Eric White - Arreglo y Dirección - Jorge Luis Piloto - Dirección De Voces - René Luis Toledo - Acompañamiento De Guitarra - Ángel Carrasco - Productor Ejecutivo - Jorge Luis Piloto - Producción |